# Ioan Prundeanu
Ioan Prundeanu (Fălticeni, 17 de enero de 1993) es un deportista rumano que compite en remo. Ganó tres medallas en el Campeonato Europeo de Remo entre los años 2018 y 2022.

## Palmarés internacional
| Campeonato Europeo | Campeonato Europeo    | Campeonato Europeo | Campeonato Europeo |
| Año                | Lugar                 | Medalla            | Prueba             |
| ------------------ | --------------------- | ------------------ | ------------------ |
| 2018               | Glasgow (Reino Unido) | Medalla de plata   | Doble scull        |
| 2019               | Lucerna (Suiza)       | Medalla de bronce  | Doble scull        |
| 2022               | Múnich (Alemania)     | Medalla de bronce  | Cuatro scull       |